# Gul fladbælg
Gul fladbælg (Lathyrus pratensis) er en 30-90 cm lang, klatrende eller opstigende urt, der vokser på enge og i vejkanter. Kreaturerne æder ikke gerne gul fladbælg, da den indeholder bitterstoffer. Den er dog ikke giftig.

## Beskrivelse
Gul fladbælg er en flerårig, urteagtig plante med en stærkt forgrenet, krybende, opstigende eller klatrende vækst. Stænglerne er firkantede og spredt behårede. Bladene er ligefinnede med blot ét par småblade og én eller flere, endestillede slyngtråde. Både akselbladene og småbladene er smalt elliptiske og helrandede. Bladribberne er bueformede eller næsten parallelle. Begge bladsider er lyst græsgrønne.
Blomstringen sker i juni-juli, hvor man finder 5-10 blomster i små klaser fra bladhjørnerne. Blomsterne er 5-tallige og har typisk ærteblomstform. Alle kronblade er varmt gule. Frugterne er bælge med mange, sorte frø.
Rodnettet består af en kraftig pælerod med mange siderødder. Planten har symbiose med bakterien Rhizobium leguminosarum, som stiller ammoniumkvælstof til rådighed for planten.
Højde x bredde og årlig tilvækst: 0,60 x 0,30 m (60 x 30 cm/år). Højde betyder her skudlængden og bredde betyder løvmassens tykkelse.

## Voksested
Gul fladbælg er udbredt i Nordafrika, Etiopien, Mellemøsten, Kaukasus, Iran, Himalaya, Centralasien, Sibirien, Østasien og Europa, herunder i Danmark, hvor den er almindelig. Den er knyttet til lysåbne eller let skyggede voksesteder med mineralrig, fugtig jord.
På de næringsrige lavmoser langs de vandløb, der føder bjergsøen Malham Tarn i Yorkshire, England, findes arten sammen med bl.a. hundehvene, krybhvene, draphavre, blågrøn star, purpurgøgeurt, dyndpadderok, fåresvingel, trævlekrone, leverurt, tagrør, kragefod og nyrebladet ranunkel
| Portal | Portal:Botanik |

## Note
1. ↑  M. C. F. Proctor: The Vegetation of the Malham Tarn Fens” Arkiveret 15. december 2010 hos  Wayback Machine (engelsk)